# Филотей Псковски
Вижте пояснителната страница за други личности с името Филотей.
Филотей Псковски (на руски: Филофей Псковский) е старец (монах, наставник на други монаси и на миряни) в Спасо-Елизаровския манастир, разположен край село Елизарово (Псковска област) в Псковската република.
Сведенията за живота му са твърде оскъдни. На наго е приписвано авторството или поне пропагандиране на концепцията за Москва - Трети Рим, която идея е изложил в писмата си до клисаря Михаил Григориевич Мисюр-Мунехин и великия княз Василий III Иванович:
| „ | Пазете и вземете идеята, благочестиви царю, защото от всички християнски царства остана само Вашето, защото два Рима паднаха, третият стои, а четвърти няма да има. | “ |

Идеята е лансирана и по-рано – от митрополит Зосима Московски в предговора към работата му „Изложение за Пасха“.
През август 2009 г. в Псков археолози откриват гробница, за която се предполага, че е на Филотей.
|  | Тази страница частично или изцяло представлява превод на страницата „Филофей (монах)“ в Уикипедия на руски. Оригиналният текст, както и този превод, са защитени от Лиценза „Криейтив Комънс – Признание – Споделяне на споделеното“, а за съдържание, създадено преди юни 2009 година – от Лиценза за свободна документация на ГНУ. Прегледайте историята на редакциите на оригиналната страница, както и на преводната страница, за да видите списъка на съавторите. ВАЖНО: Този шаблон се отнася единствено до авторските права върху съдържанието на статията. Добавянето му не отменя изискването да се посочват конкретни източници на твърденията, които да бъдат благонадеждни. |